# Piotr Adamowicz
Piotr Adamowicz (ur. 26 czerwca 1961 w Elblągu) – polski dziennikarz prasowy i publicysta, działacz opozycji demokratycznej w okresie PRL, poseł na Sejm IX i X kadencji.

## Życiorys
Syn społecznika i ekonomisty Ryszarda oraz ekonomistki Teresy z domu Stuńdzia. Jego młodszy brat Paweł Adamowicz był prezydentem Gdańska. Piotr Adamowicz w 1980 ukończył VI Liceum Ogólnokształcące w Gdańsku. Od końca lat 70. związany z działalnością opozycyjną, początkowo jako współpracownik ROPCiO, następnie Ruchu Młodej Polski. W trakcie wydarzeń sierpniowych w 1980 zajmował się dystrybucją pism protestujących w Stoczni Gdańskiej im. Lenina. Był etatowym pracownikiem Komisji Krajowej „Solidarności”. Po wprowadzeniu stanu wojennego uczestniczył w strajku w Stoczni Gdańskiej. W styczniu 1982 został internowany, zwolnienie uzyskał w sierpniu tego samego roku. Do 1987 pozostawał bez stałego zatrudnienia, następnie do 1989 pracował w administracji Gdańskiego Towarzystwa Naukowego. Do końca lat 80. współpracował z podziemnymi strukturami NSZZ „S”, zajmując się m.in. kolportażem wydawnictw drugiego obiegu. Był też związany z periodykiem „Przegląd Polityczny”.
Od 1988 związany z dziennikarstwem. Był korespondentem agencji Agence France-Presse, współpracownikiem Reutersa, Deutsche Presse-Agentur, włoskiej agencji ANSA i NBC. Do 1993 publikował w „Życiu Warszawy”, następnie do 2010 w „Rzeczpospolitej”. Został też doradcą społecznym Fundacji Centrum Solidarności i Europejskiego Centrum Solidarności, a także przedstawicielem części gdańskich opozycjonistów (m.in. Lecha Wałęsy, Bogdana Borusewicza i Donalda Tuska) w kontaktach z Instytutem Pamięci Narodowej.
Jest autorem części biogramów zamieszczanych w trzytomowej publikacji Opozycja w PRL. Słownik biograficzny 1956–89 (Ośrodek Karta, Warszawa 2000, 2002 i 2006), współautorem książki Gdańsk według Lecha Wałęsy (Urząd Miejski, Gdańsk 2008). Opracował też autorskie wspomnienia Danuty Wałęsy Marzenia i tajemnice (Wydawnictwo Literackie, Kraków 2011).
W wyborach w 2019 uzyskał mandat posła IX kadencji z ramienia Koalicji Obywatelskiej w okręgu gdańskim, otrzymując 41 795 głosów. W Sejmie zasiadł w Komisji Kultury i Środków Przekazu. W wyborach w 2023 z powodzeniem ubiegał się o poselską reelekcję, otrzymując 23 147 głosów. W X kadencji został członkiem Komisji Łączności z Polakami za Granicą oraz zastępcą przewodniczącego Komisji Kultury i Środków Przekazu (w czerwcu 2024 objął funkcję jej przewodniczącego).

## Wyniki w wyborach ogólnopolskich
| Wybory | Komitet wyborczy | Komitet wyborczy     | Organ            | Okręg | Wynik          |
| ------ | ---------------- | -------------------- | ---------------- | ----- | -------------- |
| 2019   |                  | Koalicja Obywatelska | Sejm IX kadencji | nr 25 | 41 795 (7,90%) |
| 2023   | Sejm X kadencji  | Koalicja Obywatelska | 23 147 (3,76%)   | nr 25 |                |

## Odznaczenia i wyróżnienia
W 2009 odznaczony przez Lecha Kaczyńskiego Krzyżem Kawalerskim Orderu Odrodzenia Polski. W 2015 otrzymał Krzyż Wolności i Solidarności. Dwukrotnie wyróżniany nagrodami Stowarzyszenia Dziennikarzy Polskich.